# Philippe Gueneley
Philippe Jean Marie Joseph Gueneley (ur. 9 listopada 1938 w Dole) – francuski duchowny katolicki, biskup Langres w latach 2000-2014.

## Życiorys
Święcenia kapłańskie otrzymał 29 czerwca 1964.

## Episkopat
16 grudnia 1999 papież Jan Paweł II mianował do biskupem ordynariuszem diecezji Langres. Sakry biskupiej udzielił mu 5 marca 2000 poprzednik - Léon Taverdet.
21 stycznia 2014 papież Franciszek przyjął jego rezygnację z pełnionego urzędu złożoną ze względu na wiek.